# Pont de Cal Serni
El Pont de Cal Serni o pont de la riera de Sant Joan és un pont del terme municipal de Monistrol de Calders, a la comarca del Moianès, de la Catalunya Central.
Està situat a l'extrem de ponent del poble, a migdia de Poble Avall; permet que la carretera B-124 superi la riera de Sant Joan, que en aquest indret té força amplada.
Deu el seu nom a la casa al costat de la qual es troba, Cal Serni.
És pràcticament igual que el pont del Collet, situat a l'altre extrem del poble sobre la mateixa carretera i construït al mateix temps (1903) pel mateix enginyer, amb la diferència que el pont de Cal Serni té quatre arcs i el del Collet en té cinc.